# Carlos Lamarca
Carlos Lamarca (Río de Janeiro, 23 de octubre de 1937 — Pintada, 17 de septiembre de 1971) fue un militar desertor y guerrillero brasileño, uno de los líderes de la lucha armada contra la dictadura militar instaurada en el país en 1964. Anteriormente capitán del ejército brasileño, Lamarca deserta en 1969, convirtiéndose en uno de los comandantes de la Vanguarda Popular Revolucionaria (VPR), organización guerrillera comunista que combatía a la dictadura.
Elevado a la condición de ícono revolucionario del socialismo y de la izquierda brasileña, fue condenado por el Superior Tribunal Militar como traidor y desertor y considerado su principal enemigo. Buscado por las fuerzas de seguridad por todo el país, Lamarca comandó diversos asaltos a bancos, montó un foco guerrillero en la región del Valle del Ribeira, sur del estado de São Paulo y lideró el grupo que secuestró el embajador suizo Giovanni Bucher en Río de Janeiro, en 1970 a cambio de la liberación de 70 presos políticos. Buscado por más de dos años por múltiples organismos de la dictadura, Lamarca fue localizado y muerto a tiros en el interior de Bahía el 17 de septiembre de 1971.
En 2007, treinta y seis años después de su muerte, la Comisión de Amnistía del Ministerio de Justicia, bajo supervisión de su propio ministro Tarso Genro, en el gobierno del presidente Luiz Inácio Lula da Silva, dedicó su sesión inaugural para promover a Lamarca a coronel y a reconocer la condición de perseguidos políticos de su viuda e hijos. En 2015, sin embargo, los actos de la comisión que determinaron el pago de indemnización, una pensión equivalente al puesto de brigadier general para la viuda María Lamarca, y la promoción al puesto de coronel fueron anulados por la Justicia Federal de Río de Janeiro.

## Carrera militar
Hijo de un zapatero y de una dueña de casa, Lamarca vivió hasta los 17 años en el Morro de São Carlos, en Estácio, un barrio de Río de Janeiro, junto a sus seis hermanos. Completó sus estudios primarios en la Escuela Canadá y los secundarios en el Instituto Arcoverde, siendo el único de sus hermanos en terminarlos. A los 16 años, participó en manifestaciones callejeras durante la campaña nacionalista "O petróleo é nosso!" y tenía como libro de cabecera Guerra y Paz de León Tolstói. En 1955, ingresa a la Escuela Preparatória de Cadetes, en Porto Alegre, y dos años después es transferido a la Academia Militar das Agulhas Negras, en Resende, donde empieza a formarse como aspirante a oficial en 1960. Su primer puesto fue en el 4.º Regimento de Infantaria en Quitaúna, Osasco, São Paulo. Pronto destacaría como eximio tirador, siendo el mejor de su regimiento y representando al Ejército en un torneo de tiro en Recife. El mismo año, su esposa, Mara Pavan, da a luz a su primer hijo, César. 
En 1962, integró el Batallón Suez de las Fuerzas de Paz de la ONU en la Franja de Gaza, Palestina, donde sirvió en la 7 Compañía bajo las órdenes del mayor Alcio Costa y Silva, hijo del futuro presidente de la República, y desde donde retornó dieciocho meses más tarde con las primeras ideas socialistas nacidas con base en la pobreza que testificó en ese lugar. En una carta a amigos, afirmó que si fuera preciso entrar en combate, entraría al lado de los árabes, impresionado por la realidad de este pueblo en la región, que consideraba cruel. De forma llamativa, los acercamientos de Lamarca con las ideas marxistas se dieron en el propio cuartel, donde algunos militares considerados "abiertos a las ideas comunistas" recibían de manos desconocidas el folleto Voz Operária, que era dejado sobre sus almohadas.
En 1964, cuando ocurría el golpe de Estado de 1964, Lamarca se encontraba en servicio en la 6° Compañía de Policía Militar en Porto Alegre. Mientras se encontraba en sus labores, uno de los presos políticos, el capitán de aeronáutica Alfredo Ribeiro Daudt, escapa. A pesar de que se realizó una investigación por este motivo, ésta no terminó en nada. En 1965, Lamarca es transferido a su unidad de origen en Quitaúna, donde se reencuentra con Darcy Rodrigues, sargento del ejército con una militancia previa en la sección juvenil del Partido Comunista de Brasil y que había sido reintegrado al ejército tras pasar dos meses en prisión en 1964. Darcy Rodrigues hacía un trabajo de convencimiento político en el cuartel bajo el pretexto de organizar un club de amigos. A través de Rodrigues, Lamarca comenzó la lectura de textos de guerrilla de Guevara, Lenin y Mao Zedong.
A partir de este año, inició contactos con facciones que defendían la lucha armada para derrumbar el gobierno militar e implantar un régimen socialista en el país. Dispuesto a desertar y juntarse a la guerrilla, Lamarca comenzó a organizar una célula comunista dentro del 4.º Regimento, que incluía el sargento, un cabo y un soldado. En septiembre de 1968, él consiguió encontrarse con el líder de la ALN, Carlos Marighella, que lo ayudó a trasladar a su mujer y a sus hijos a Cuba. El mismo año, irónicamente, mientras sus ideas sobre el socialismo y la necesidad de desertar maduraban, Lamarca actuaba como instructor de tiro para cajeras del banco Bradesco por indicación del ejército para ayudarlas a enfrentar los asaltos que entonces hacían las organizaciones guerrilleras que se oponían a la dictadura.

### Deserción y clandestinidad
Desde diciembre, luego después de la institución del AY-5, Lamarca mantendría contactos con Onofre Pinto, ex-sargento con el que comandaría la VPR y estaría a cargo de diversas operaciones de guerrilla urbana realizadas en 1968, con la intención de crear un futuro foco de guerrilla rural en el estado del Pará.
El plan era que Lamarca y los militares de su célula desertaran el 26 de enero, llevando del 4.º regimiento cerca de 560 fusiles, abundante munición y dos obuses. La VPR entonces crearía un clima de guerra civil en el país, bombardeando el Palacio de los Bandeirantes, la Academia de Policía y el QG del II Ejército, tomando también la torre comunicacional del Campo de Marte. El plan, sin embargo, siguió un rumbo diferente. Tres días antes de la fecha estipulada, el camión pintado con los colores del ejército, que sería usado para la retirada de las armas, fue descubierto en una chacra en Itapecerica de la Sierra, cerca de São Paulo, porque un niño de los alrededores se acercó al lugar fue maltratado por los pintores y se quejó con su padre que llamó a la policía. Tres integrantes de la VPR, exmilitares, fueron detenidos, pasándose por contrabandistas.
Este hecho obligó a que la acción tuviera que anticiparse. El 24 de enero de 1969, acompañado por el sargento Darcy Rodrigues, el cabo José Mariani y el soldado Roberto Zanirato, Carlos Lamarca huye del 4.º regimiento de infantería de Quitaúna en una kombi, llevando consigo 63 fusiles FAL, tres ametralladoras ligeras y algo de munición, bastante menos de la que inicialmente tenían contemplada. Lamarca dejaba las Fuerzas Armadas y entraba en la clandestinidad, en la cual viviría hasta su muerte.

## Guerrilla
Desde ese entonces, Lamarca pasó a vivir en "aparelhos" en la ciudad de São Paulo. Su rutina era despertar, comer, fumar, beber café, estudiar, leer libros sobre marxismo para aumentar su conocimiento teórico y dormir. Los primeros meses de clandestinidad, conoce a Iara Iavelberg, militante del MR-8, de quien se enamora. Su primera acción en la lucha armada tiene lugar el 9 de mayo de 1969, cuando participa del asalto simultáneo a dos bancos en el centro de São Paulo. Durante la operación, Lamarca mata a tiros al guardia civil Orlando Pinto Saraiva, cuando éste intentaba impedir el asalto intentando dispararle al sargento Darcy en la salida del banco.
La VPR, sin embargo, pasa por un momento de desarticulación debido a la captura de varios de sus integrantes, y realiza un congreso clandestino para discutir sus próximas acciones. En él, Lamarca es electo dirigente. En medio del año, la VPR se unifica con el Comando de Liberación Nacional (COLINA) y al pequeño grupo gaúcho Unión Obrera y forman la organización clandestina VAR-Palmares. Durante estos acontecimientos, Lamarca da una entrevista en julio de 1970 a la revista chilena Punto Final, donde dice que aquellos "aún son los primeros pasos de la que será una guerra larga y dolorosa", y se somete a una operación plástica para reducir el tamaño de su nariz. 
La cirugía plástica fue realizada en junio de 1969 por el cirujano Afrânio de Freitas Azevedo, el cual de inicio no sabía de quien se trataba el paciente. Afrânio era un joven médico oriundo de Uberlândia, Minas Generales, y en la época integraba el equipo de Ivo Pitanguy, teniendo un pasado de militancia en el movimiento estudiantil carioca. En razón de esta cirugía en Lamarca, el médico estuvo detenido 73 días en el DOI-Codi del Río.

### El Valle del Ribeira
Tras diez meses en "aparelhos" en la ciudad, Lamarca dejó São Paulo en compañía de Iara y de 16 compañeros más en dirección al Valle do Ribeira, donde el grupo pretendía hacer entrenamiento militar. En el campamento en medio de la selva, Iara daba clases teóricas de marxismo a los militares y guerrilleros del grupo, pero vuelve a la ciudad algunas semanas por problemas de salud causados un hipotireoidismo que no había sido diagnosticado. El grupo continúa el entrenamiento hasta abril cuando la región es cercada por el ejército.
A fines de abril, varios integrantes de la VPR son detenidos en Río de Janeiro, incluyendo dos del Comando Nacional, María de Carmo Brito y Ladislau Dowbor. Uno de los presos deja escapar que Lamarca se encuentra en algún lugar próximo a km 250 de la BR-116. El 21 de abril, las Fuerzas Armadas tomaron control del lugar con 2500 hombres más un contingente de policías cedidos por el gobierno de São Paulo. Bloqueron caminos vecinales, detuvieron a 120 personas, bloquearon Carretera Régis Bittencourt y usaron una B-26 de la Fuerza Aérea Brasileña para bombardear áreas civiles sospechosas de cobijar a los guerrilleros.
Sin embargo, los soldados del ejército, pertenecientes a diez unidades diferentes, eran en su mayoría reclutas con tres meses de instrucción, sin preparación de tiro y varios de ellos cargaban mosquetones. Los guerrilleros eran 17, y avisado Lamarca, desmontó la base y se dirigió a las profundidades de la selva. Ocho de ellos consiguieron salir de la región mezclándose entre la población y dos fueron detenidos por los militares, incluyendo el ex-sargento Darcy Rodrigues. Durante semanas, el grupo formado por Lamarca, Ariston Lucena (de 17 años), Yoshitane Fujimori, Edmauro Gopfert, Gilberto Haría Lima, José Araújo de la Nóbrega y el exsoldado de la Peleada Milite Diógenes Sobrosa de Souza, vagó pela mata del valle.
El primer encuentro entre los grupos se dio en 8 de mayo, cuando los guerrilleros, pasándose por cazadores, entraron en el vilarejo de Barra del Areado queriendo alquilar una camioneta. La Policía Milite (entonces Fuerza Pública) fue avisada y una barrera montada en Eldorado Paulista. Con la aproximación del camión, los soldados pidieron a los ocupantes que descendieran y mostraran los documentos; Lamarca y sus hombres descendieron tirando, hirieron dos soldados, dispersaron la tropa y continuaron el camino. El enfrentamiento siguiente, esa misma noche, fue cerca de Siete Barras. Cruzando con un contingente de la PM, la lucha es rápida y el entrenamiento de los guerrilleros y su superioridad en armamento – los fusiles FAL robados de Quitaúna – decidieron el combate. La tropa de vigilas militares, un teniente, dos sargentos, dos cabos y once soldados, están muertos, heridos o aprisionados. El comandante de la tropa es el teniente Alberto Mendes Júnior, de 23 años.
Con la fuga siendo retardada por la presencia de Mendes – que ya había intentado capturar una metralhadora, impedido por Lucena – y la desconfianza de que él los había llevado a una emboscada – el encuentro anterior con las tropas del gobierno – Lamarca y sus hombres decidieron matar el prisionero. Con el aval y orden de Lamarca, el teniente PM Mendes Junior fue asesinado por Yoshitane Fujimori la coronadas de fusil, porque se encontraban recelosos de que un tiro pudiera mostrar su localización a los perseguidores. El crânio fue esfacelado la pauladas y el cuerpo fue dejado en la mata, en cova rasa.
Los cinco continuaron pela mata mientras la búsqueda por ellos se intensificaba, acampando por varios días sobre una gran piedra, para protegerse de la lluvia, alimentándose de abacaxis y bananas. Por tres veces intentaron descender a algún poblado para comprar comida y por tres veces fueron denunciados. Emboscados más una vez a causa de las denuncias, esta vez por una patrulla bajo las órdenes del coronel Erasmo Días – que no participó personalmente de la búsqueda– escaparon más una vez por la floresta.
La rotura final del cerco se dio 41 días tras el inicio del mismo. Hambrientos y con los pies heridos, el grupo resolvió intentar la suerte en la carretera. El más joven, sin ficha en la policía, Gilberto Haría Lima, hace señal para un autobús de la línea Siete Barras-Son Miguel y va aunque sin ser incomodado. En la tarde de 31 de mayo, los cuatro que restaron, Lamarca, Ariston Lucena, Yoshitane y Diógenes, resuelven parar cualquier vehículo que viniera por la carretera y tomarlo. El primero a aparecer fue justamente un camión del ejército, del regimiento de Obuses de Itu. Los ocupantes, cinco soldados, fueron rendidos y dejados de cuecas dentro del vehículo. Usando los uniformes de la patrulla, el grupo siguió en él hasta dar en una última barrera cerca de Taquaral. Parados por hombres del ejército e inquiridos para donde iban, Lucena respondió con un simple: "ES orden del coronel". Sin mayores averiguaciones, la barrera fue abierta y a las 22:30 de la misma noche, los guerrilleros abandonaban el vehículo en la Marginal Tietê, en la ciudad de São Paulo, con los prisioneros dentro, dispersándose. Lamarca y sus hombres había escapado de la mayor movilización de la historia del II Ejército.

### El secuestro del embajador suizo
Tras escapar del Ribeira, Lamarca, entonces el hombre más buscado del país, encuentra la VPR en frangalhos gracias a la prisión de cerca de un centenar de militantes y simpatizantes - principalmente a causa de la prisión de la dirigente María de Carmo Brito, en el Río, y el descubrimiento de diversos documentos sobre la organización en su "aparato" en la calle Visconde de Albuquerque, en el Leblon - y vacante de casa en casa hasta ser acogido por Devanir José de Carvalho. En junio, mientras el país para asistir la Copa del Mundo de México, guerrilleros de la ALN y de la VPR, comandados por Eduardo Collen Leche, el "Bacuri", secuestran en el Río el embajador de Alemania Occidental, Ehrenfried von Holleben, en pago de 40 prisioneros políticos, enviados para Argelia. Lamarca, escondido en São Paulo, no participa, pero su fama lo lleva a ser anunciado por las autoridades como comandante del secuestro. El prójimo, y último, secuestro de un diplomático durante la dictadura militar, sería, sin embargo, comandado por él.
Embajador de la Suiza en Brasil había cuatro años, Giovanni Bucher seguía puntualmente, todos los días, para la embajada, sin coches de seguridad, despreciando las recomendaciones de la policía federal con relación a secuestros anteriores de diplomáticos en el país. El secuestro ocurrió en 7 de diciembre de 1970, en la calle Conde de Baependi, en el barrio del Flamengo, zona sur de Río de Janeiro, de donde él fue llevado para una casa, ocupada por los secuestradores, en la Calle Taracatu, en el subúrbio carioca de Roca Miranda.
Durante la operación, uno de los agentes federales que actuaban con seguridad dentro de su Buick azul de la embajada, Hélio Carvalho de Araújo, fue muerto a tiros por Lamarca. En pago de su vida, la VPR exigía del gobierno la liberación de 70 presos políticos. Como adendo, exigían la congelación general de los precios por noventa días y la liberación de las roletas en las estaciones de tren de Río de Janeiro. Fue el más alto precio pedido por un embajador secuestrado a la época.
Bucher fue víctima del más largo secuestro político ya acontecido en Brasil. El gobierno militar, que había cedido rápidamente a las exigencias en los anteriores, esta vez resolvió endurecer y se rechazó a liberar 13 de los presos pedidos en la lista enviada por la VPR. El impasse, que duró semanas, llevó a la decisión de eliminar Bucher, toma por la mayoría de los secuestradores y por las bases de la VPR en la clandestinidad, que solo no fue muerto por intervención de Lamarca, que cómo líder asumió la responsabilidad de aceptar las contrapropostas del gobierno, salvándole la vida.
En el largo cautiverio, el embajador llegó a tener permiso para tomar baño de sol en el patio y a dar una entrevista a la revista alemana Stern. Lamarca, que en la casa ocupada había meses por la pareja de la VPR Tereza y Gerson fue presentado como un "tío" huésped, para evitar sospechas de la vecindad, llegó a jugar fútbol con los niños de la calle y a dejar el escondite por un día para encontrarse con Iara Iavelberg en Brás de Pina.
Tras más un mes en poder de la guerrilla, donde su sentido de humor fino y ferino, estilo bonachón y prosador, hizo que tuviera una buena relación personal con sus captores, haciéndose un grande compañero de Carlos Lamarca en el juego de biriba, Giovanni Bucher fue liberado en la mañana de 16 de enero de 1971, prójimo a la Iglesia de la Penha, zona norte del Río, tres días después de lo embarque de los 70 presos liberados - con los 13 denegados sustituidos por otros - para el exilio en Chile. En posterior interrogatorio hecho por las autoridades, se rechazó a reconocer por fotografías cualquier uno de sus cinco captores - alegando que solo se dejaban ser vistos de capuz, lo que era mentira - en el caso, Carlos Lamarca, Alfredo Sirkis (su intérprete junto al grupo, a pesar de Bucher hable portugués), Tereza Ângelo, Gerson Theodoro de Olivo y Herbert Daniel. Fue el fin del ciclo de secuestros políticos durante la dictadura militar.

## Muerte
En 22 de marzo de 1971, Lamarca se desconectó de la VPR e ingresó en el MR-8, organización de Iara. Tras meses cerrado con ella en "aparelhos" del Río - trancado con la mujer en una casa en el Ancho de la Hacha perteneciente a simpatizantes, amenazó matarse con una bala y explotar el escondite con el gas del fogão se fuera descubierto - él huye para Bahía, estableciéndose en el interior del estado para incrementar el dispositivo rural, mientras Iara queda en Feria de Santana, antes de ser llevada para Salvador por otro militante. Bajo el alias de "Cirilo", un geólogo, Lamarca llega a Buriti Cristalino, en Brotas de Macaúbas, en el sertão baiano, a 590 km de la capital.
Aún no estando más en el confinamiento de los aparatos, Lamarca vivía confinado en una tienda, tomaba baño de noche y enterraba las heces para no dejar rastros. Comenzó ahí a escribir cartas para Iara, donde demostraba su estado de ánimo, su amor por ella y se imaginaba triunfante en la guerra que trababa. Su dispositivo montado en Buriti era basado en José Campos Barreto, el Zequinha, ex-metalúrgico organizador de varias huelgas en el ABC Paulista en 1968 y que ya había pasado por la VPR y por la VAR-Palmares, antes de conectarse al MR-8. Con él, estaban sus padres y hermanos y un amigo profesor socialista.

### Operación Pajussara
El destino de Lamarca comienza a ser trazado en 21 de agosto, cuando el guerrillero César Benjamin, huyendo de uno cerco policial en Ipanema, en Río de Janeiro, deja en el coche que ocupaba un diario de Lamarca y cartas de él para Iara, descubrimientos por la policía. Cruzando los datos de topografía y vegetación descritos en ellas, junto con informaciones conseguidas con militantes del MR-8 capturados en Bahía, los militares identifican el área de Buriti Cristalino como el probable escondite del excapitán. Un día antes, 20 de agosto, informaciones extraídas de un guerrillero capturado en Salvador, José Carlos de Souza, permitieron a los agentes localicen Iara Iavelberg en un apartamento en el barrio de la Pituba, en la capital. La mujer de Lamarca es muerta a tiros escondida en un cuarto lleno de gas lacrimógeno después de la invasión del local por las fuerzas de seguridad. La versión oficial de su muerte, suicidio, solo sería desmentida más de treinta años después, cuando sus restos mortales fueron exhumados en São Paulo.
De posesión de las informaciones cruzadas, el comandante del DOI-CODI baiano y jefe de la 2.ª Sección del Estado-Mayor de la 6.ª Región Militar, mayor Nílton Cerqueira, monta la operación para cazar Lamarca, llamada de Pajuçara, en homenaje a una playa de Maceió. El efectivo consiste en un total de 215 hombres de las tres fuerzas armadas, más policiales federales, del DOPS y de la Policía Milite de Bahía, incluidos 18 hombres del Para-Sar.
El día 28 de agosto, los hombres de Cerqueira invaden Buriti. Uno de los hermanos de Zequinha, Olderico, abre fuego contra la tropa y cae herido con un tiro en el rostro. Otro hermano, Otoniel, de 20 años, es muerto a ráfagas de ametralladora. El profesor si suicida con un tiro en la cabeza en un cuarto de la hacienda. El patriarca, José, un labrador de 64 años, no está en la casa en el momento, pero cuando llega comienza a ser torturado junto con el hijo herido. Queda horas cogiendo colgado de cabeza para bajo por los hombres de Cerqueira y Fleury, que fue para Bahía partícipe de la captura.

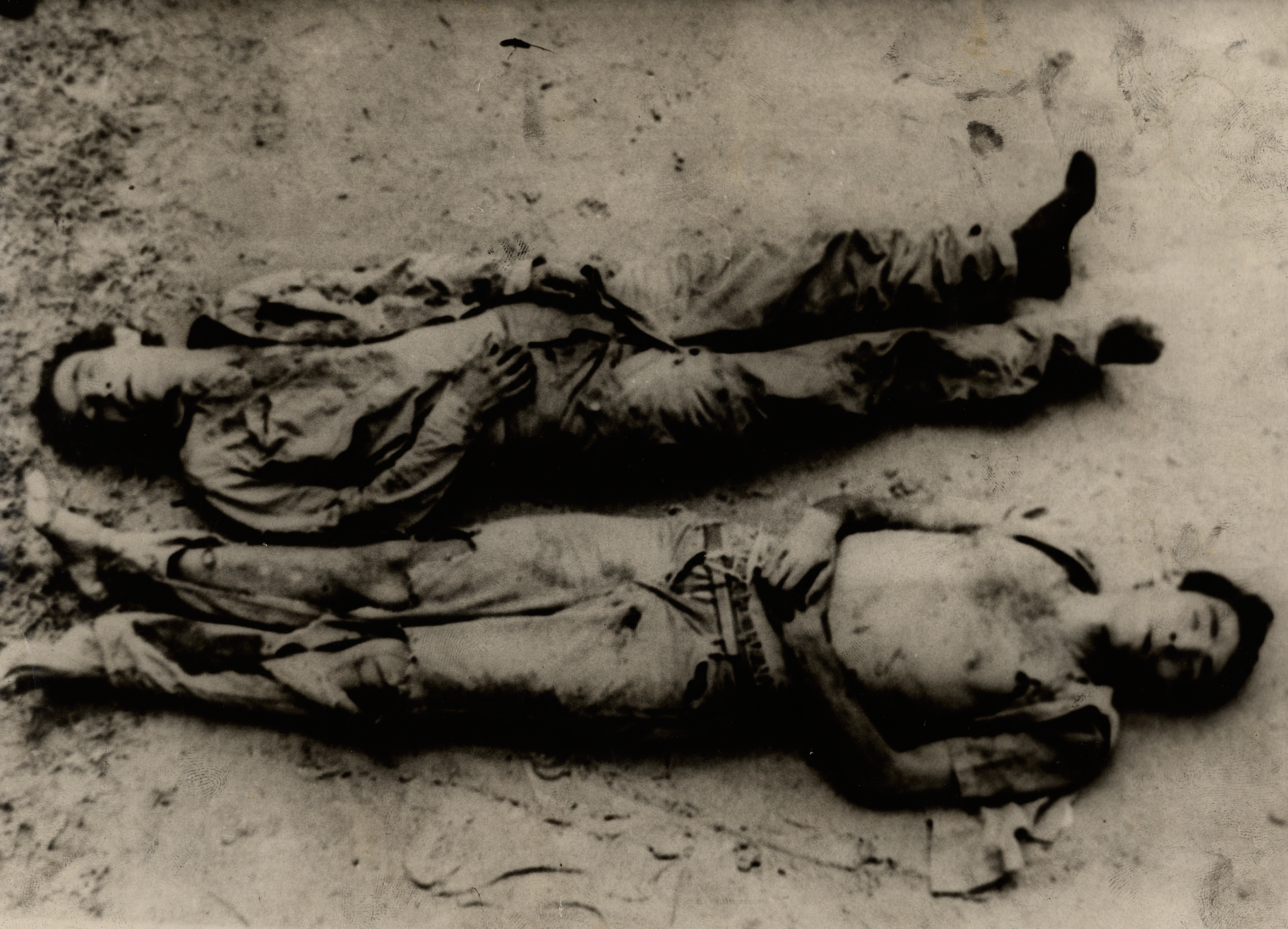
Los cuerpos de Lamarca y Zequinha Barreto en el suelo de la base aérea de Salvador después de la muerte en Pintada, interior de Bahía.

En Buriti, Lamarca y Zequinha escuchan el tiroteo, abandonan el campamento y salen en marcha por el sertão, andando nueve kilómetros en una noche. Siguen por las montañas y descienden en un poblado. Denunciados, entran nuevamente en la caatinga. Enfermo y desnutrido, Lamarca era cargado en la espalda por Zequinha. Iban en dirección a Brotas de Macaúbas, alimentándose de rapadura y bebiendo agua de los tanques de gado.
Los dos huyeron por trescientos kilómetros durante veinte días hasta llegar a la localidad de Pintada, un poblado en medio del nada con solo cincuenta casas, en el distrito de Ibipetum, municipio de Ipupiara. Un niño vio los dos hombres acostados descansando bajo una baraúna y en poco tiempo la noticia llegó a los perseguidores. Las tres horas de la tarde de 17 de septiembre, los hombres de Cerqueira llegaron al local y sorprendieron la pareja. Zequinha, oyendo la confusión de un galho estalado, avisó el jefe e intentó correr, siendo muerto por una rajada de metralhadora. Lamarca fue muerto con siete tiros cuando intentaba levantarse. Uno de los tiros le atravesó el corazón y los dos pulmones.
Su cuerpo fue colgado en un palo y llevado hasta una camionete, de donde fue transportado a la Brotas de Macaúbas y de allá para la base aérea de Salvador, donde los cuerpos fueron fotografiados en el suelo de cimento. Lamarca aún tenía los ojos abiertos.
Sepultado en el Campo Santo de Salvador, en cova con número pero sin nombre, su muerte fue seguida de un comunicado del director de la Censura Federal a todos los medios comunicacionales, en 22 de septiembre de 1971: "Por determinación del presidente de la República, cualquier publicación sobre Carlos Lamarca queda concluida a partir de la presente, en todo el país. Esclarezco que cualquier referencia favorecerá la creación del mito o deturpação, propiciando imagen de mártir que perjudicará intereses de la seguridad nacional."

## En la cultura popular
En 1980, aún durante el gobierno de João Baptista Figueiredo, los periodistas Emiliano José y Oldack Miranda escribieron Lamarca, el Capitán de la Guerrilla, libro sobre la vida de Carlos Lamarca. Basado en la obra, en 1994 el cineasta Sérgio Rezende lanzó la película Lamarca, con Paulo Betti en el papel del guerrillero. Betti volvería a interpretar Lamarca doce años después, en Zuzu Angel, también de Rezende.

## Homenajes

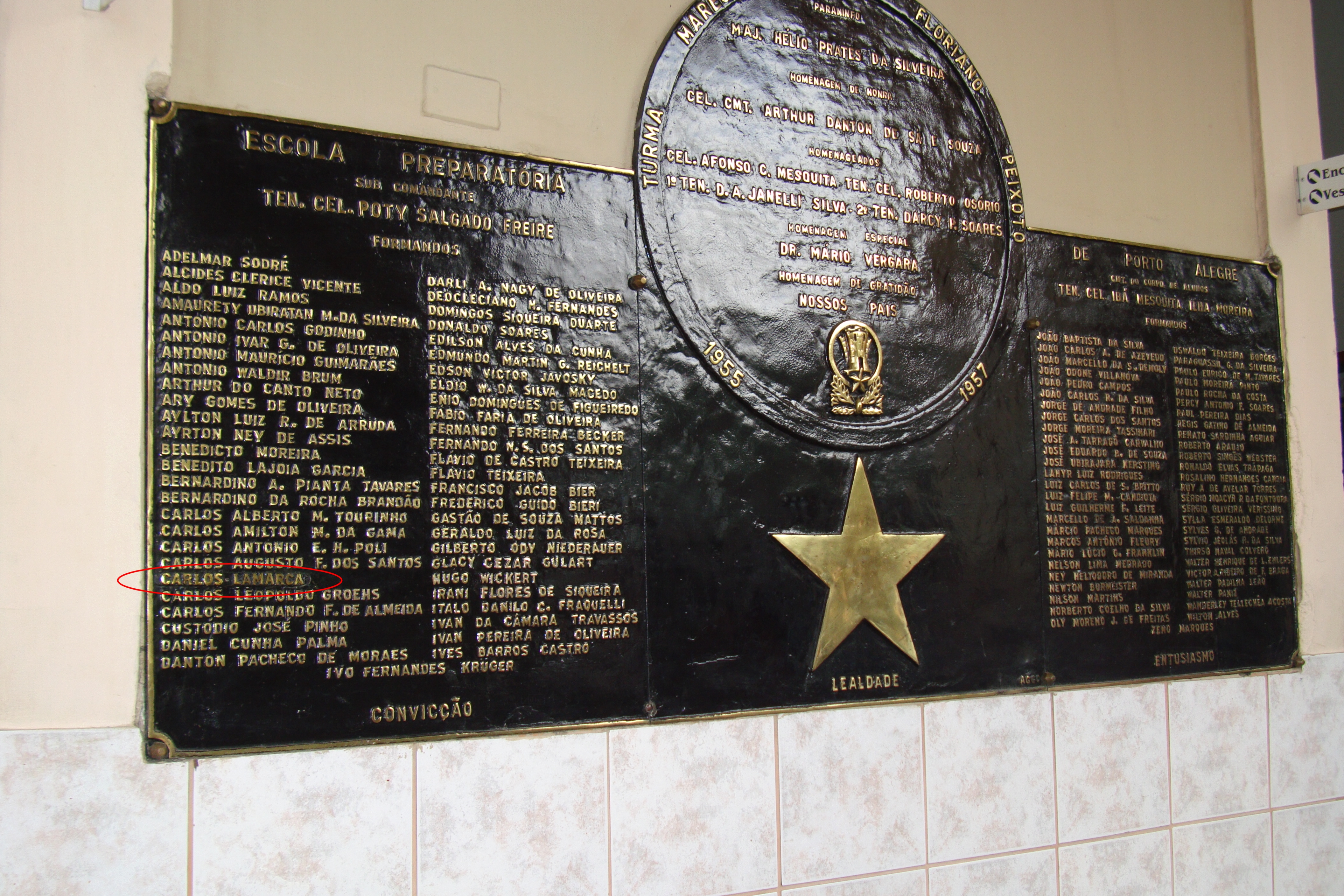
Placa de la turma de la Escuela Preparatória de Cadetes, hoy Colegio Militar de Porto Alegre, cuyo nombre de Carlos Lamarca fue removido y después restaurado (en destaque).

Poco después de su asesinato, Bautista Van Schouwen, miembro del Comité Central del MIR chileno, entrega un discurso en homenaje a Lamarca en un acto hecho por el mismo fin en la Población La Victoria, Santiago de Chile, en septiembre de 1971.
El ayuntamiento del municipio de Ipupiara - Bahía, construyó, en la comunidad de Pintada, distrito de Ibipetum, local donde Lamarca fue muerto, una plaza en su homenaje, la cual contiene una estatua de Carlos Lamarca, anfiteatro, playground, fuente luminosa y cantina. La plaza Capitán Carlos Lamarca fue inaugurada el día 13 de enero de 2007. El municipio también homenajeó Lamarca creando una ley a través de la cual añade en el calendario de los festivos municipales el día 17 de septiembre.
Una calle fue bautizada con su nombre en Son Bernardo del Campo, SP.

## Derechospost mortem
En 2007, la Comisión de Amnistía del Ministerio de la Justicia concedió la patente de coronel del ejército a Carlos Lamarca, que murió como capitán. Su esposa, María Pavan Lamarca, pasó a tener derecho a la pensión mensual equivalente al salario de general-de-peleada y fue estipulada una indemnización en el valor de R$100 mil cada uno de sus dos hijos, por los once años en que fueron obligados a vivir exiliados en Cuba. Además de eso, la familia de Lamarca recibió el estatus de perseguidos políticos, por haber registro de monitorización de sus vidas en los archivos del Servicio Nacional de Informaciones (SNI).
En 2010, sin embargo, acatando acción del Club Militar, la jueza Cláudia María Pereira Bastos Neiva de la 14.ª. Vara Federal de Río de Janeiro, suspendió el pago de indemnización y pensión a la viuda María Pavan. La cuestión continúa indefinida, aguardando pronunciamiento de instancias superiores. Según la jueza, "Lamarca no fue alcanzado por 'actos de excepción'. Su exclusión del Ejército se dio por abandono, caracterizado en la época como crimen de deserción."
En octubre de 2014, el Tribunal Regional Federal (TRF) de São Paulo reconoció el derecho de Lamarca en ser promovido a coronel con proventos de general-de-peleada, después de acción de abogados de militares que cuestionaba decisión anterior de la justicia, por considerar Lamarca un simple desertor, por lo tanto, sin derecho de ser promovido post-mortem. De forma unánime, el tribunal acogió el argumento de los abogados de defensa de la viuda de Lamarca, de que el exguerrillero no tuvo otra alternativa que no a de la deserção, después de desvío institucional de la propia fuerza a la cual servía, el Ejército Brasileño, teniendo por lo tanto derecho de retornar a los cuadros militares después de la normalización democrática del país. Sin embargo, en 2015, a 21.ª Vara Federal de Río de Janeiro anuló los actos de la Comisión de Amnistía que habían determinado el pago de una indemnización para María Pavan Lamarca, viuda de Carlos, y para sus dos hijos, totalizando trescientos mil reales, y que habían definido el pago de una pensión equivalente al puesto de general-de-peleada para María. Además de eso, el juez determinó el resarcimiento al erário federal de los valores ya pagados a la familia, corregidos, así como la anulación de la promoción póstuma.